# Dicrotendipes reissi
Dicrotendipes reissi är en tvåvingeart som beskrevs av Epler 1988. Dicrotendipes reissi ingår i släktet Dicrotendipes och familjen fjädermyggor. Inga underarter finns listade i Catalogue of Life.